# 大平山 (静岡県)
大平山（おおひらやま）は、静岡県沼津市と伊豆の国市との境界にある標高356mの山である。
大平山を含む沼津市の駿河湾沿いにある山並みを、通称沼津アルプスと呼び、近年のハイカーに人気がある。沼津アルプスの中では最も南に位置する。